# Instituto Universitário de Altos Estudos Internacionais
O Instituto Universitário de Altos Estudos Internacionais, ou apenas Instituto Superior (em inglês: Graduate Institute of International and Development Studies ou Graduate Institute e em francês: Institut de hautes études internationales et du développement) é uma universidade de pós-graduação estabelecida em Genebra, na Suíça, especializada no estudo de questões globais, com
um enfoque especial em áreas transversais de relações internacionais e desenvolvimento. Em círculos acadêmicos e profissionais, é considerada uma das instituições mais prestigiadas em seu ramo.
A admissão para o Graduate Institute é altamente competitiva, com apenas 14% dos aplicantes  sendo aprovados.
Fundado em 1927, o Instituto de Pós-Graduação de Estudos Internacionais (IHEI ou IES) foi a escola de relações internacionais mais antiga da Europa continental e foi o primeiro instituto de pós-graduação do mundo dedicado exclusivamente ao estudo de assuntos internacionais. Hoje, a escola matricula cerca de mil alunos de pós-graduação de mais de 100 países. Os estudantes estrangeiros representam quase 90% do corpo discente e a escola é oficialmente uma instituição bilíngue inglês-francês. 
Com a Maison de la Paix atuando como sua principal sede de aprendizado, os campi do Instituto estão localizados a quarteirões do Escritório das Nações Unidas em Genebra, Organização Internacional do Trabalho, Organização Mundial do Comércio, Organização Mundial da Saúde, Comitê Internacional da Cruz Vermelha, Organização Mundial da Propriedade Intelectual e muitas outras organizações internacionais.
O Instituto administra programas de graduação conjuntos com universidades como Smith College e Yale University, e é a única instituição parceira da Harvard Kennedy School a co-entregar diplomas duplos.
A instituição conta com um secretário-geral da ONU (Kofi Annan), sete ganhadores do Prêmio Nobel, um ganhador do Prêmio Pulitzer e vários embaixadores, ministros do exterior e chefes de estado entre seus ex-alunos e professores. Fundado por dois altos funcionários da Liga das Nações, o Graduate Institute mantém fortes vínculos com o sucessor dessa organização internacional, as Nações Unidas, e muitos ex-alunos trabalharam em agências da ONU.